# ザ・トライアル
「ザ・トライアル」（The Trial）は、1979年に発表されたピンク・フロイドの楽曲。同年発表のアルバム『ザ・ウォール』に収録されている。

## 解説
ロジャー・ウォーターズとボブ・エズリンの共作によるアルバムのクライマックスを飾る曲で、タイトル通り裁判所を舞台に進行していく。オペラ調の大作で、複数の登場人物のセリフを歌詞にしてストーリーは進む。
アルバムの主人公・ピンクが法廷に立たされ、彼がこれまで犯してきた過ちが裁かれていく。法廷に証人として登場するのは学校教師・妻・母親の3人で、次々とピンクにとって不利な証言が出される。過保護な母親はピンクを擁護するが、他の証人は彼を徹底的に糾弾する。ドラッグやプレッシャーによって身を滅ぼし、妄執的になってしまったピンクの精神状態を表している。そして、それらの証言をもとに裁判長（うじ虫閣下と呼ばれる）が「壁を取り壊せ」という判決を下す。ラストでは壁が崩壊する音が鳴り響く。
すべての役柄をロジャー・ウォーターズが演じており、器用なヴォーカルで歌い分けている。